# Aral Şimşir
Doğuhan Aral Şimşir (* 19. Juni 2002 in Køge, Dänemark) ist ein türkisch-dänischer Fußballspieler.
Er steht bei seinem Jugendverein FC Midtjylland unter Vertrag, spielte aber zwischenzeitlich auf Leihbasis in Norwegen bei FK Jerv und bei Lillestrøm SK. Des Weiteren ist der dänisch-türkische Doppelstaatsbürger Şimşir ein ehemaliger dänischer Nachwuchsnationalspieler und aktueller türkischer U21-Nationalspieler.

## Spielerkarriere

### Verein
Aral Şimşir, als Sohn türkischer Eltern in Dänemark geboren und aufgewachsen, spielte anfänglich in den Jugendmannschaften von HB Køge, bevor er 2017 in die Fußballschule des FC Midtjylland wechselte.  Am 1. Juni 2020 gab er im Alter von 17 Jahren sein Profidebüt in der Superliga, als er beim 0:1 im Heimspiel gegen den AC Horsens in der 64. Minute für Anders Dreyer eingewechselt wurde. Der FC Midtjylland qualifizierte sich für die Meisterrunde, in der Şimşir zwei weitere Male für die Profimannschaft zum Einsatz kam, und wurde am Ende der Saison Meister. Bereits am 19. Juni 2020, seinem 18. Geburtstag, unterschrieb er einen Vertrag mit einer Laufzeit von fünf Jahren. In der Saison 2021/22 nahm Aral Şimşir an der UEFA Youth League teil und erreichte dort das Achtelfinale, wo der Verein gegen Benfica Lissabon ausschied, wobei er im Laufe des Wettbewerbs insgesamt sieben Tore in sechs Spielen erzielte und somit gemeinsam mit seinem Mannschaftskollegen Mads Hansen sowie mit Roko Šimić von Red Bull Salzburg Torschützenkönig des Wettbewerbs wurde.
Im März 2022 wurde er für die Saison 2022 nach Norwegen an den Erstligaaufsteiger FK Jerv verliehen. Am 3. April 2022 folgte Şimşir Debüt beim 1:0-Sieg am ersten Spieltag gegen Strømsgodset IF, am 18. April 2022 gelang ihm am dritten Spieltag gegen Kristiansund BK der 1:0-Siegtreffer. Er kam für den FK Jerv regelmäßig zum Einsatz und stand dabei in 13 seiner 20 Punktspieleinsätze in der Startelf. Trotz jeweils dreier Torvorlagen und selbst erzielten Treffern stand der Verein am 20. Spieltag auf dem vorletzten Tabellenplatz. Im August 2022 wurde der Leihvertrag aufgelöst und der FC Midtjylland verlieh Aral Şimşir in der Folge an Lillestrøm SK. Bei diesem Verein konnte er sich nicht durchsetzen und wurde in jedem seiner sechs Einsätze nur eingewechselt. Der Leihvertrag lief zum Jahresende aus.
Daraufhin kehrte Şimşir zum FC Midtjylland zurück. Er kam in jedem Punktspiel zum Einsatz und erhielt dabei in insgesamt 15 Partien 8 Mal das Startelfmandat. Der Verein qualifizierte sich – nachdem sie überraschend in die Abstiegsrunde mussten – für das Entscheidungsspiel um die Teilnahme an der UEFA Europa Conference League gegen Viborg FF. In diesem Spiel gelang Aral Şimşir der 1:0-Siegtreffer. So spielte er mit den Zentraljüten im Jahr darauf im europäischen Wettbewerb, schied mit seinem Verein in den Play-offs zur Conference League allerdings nach Elfmeterschießen gegen Legia Warschau aus. In der Liga hatte Şimşir in der regulären Saison einen Platz in der Stammelf inne – wobei er auf verschiedenen Positionen eingesetzt wurde –, in der Meisterrunde war er hingegen nur Einwechselspieler. Am letzten Spieltag gelang ihm beim 3:3-Unentschieden gegen Silkeborg IF in der 52. Minute – er wurde mit Beginn der zweiten Halbzeit eingewechselt – das Tor zur zwischenzeitlichen 3:2-Führung. Da Brøndby IF im Parallelspiel mit 2:3 gegen Aarhus GF verlor, reichte dieses Ergebnis zum Gewinn der dänischen Meisterschaft.

### Nationalmannschaft
Am 17. Oktober 2017 debütierte Aral Simsir in der dänischen U16-Nationalmannschaft, als er bei der 2:3-Heimniederlage im Freundschaftsspiel gegen die Schweiz eingesetzt wurde. Er kam bis 2018 zu neun Einsätzen – drei davon waren im Rahmen eines UEFA-Turniers – und schoss drei Tore. Am 5. August 2018 lief Simsir beim torlosen Unentschieden in Tórshavn, der Hauptstadt der Färöer-Inseln, gegen Finnland erstmals für die dänische U17-Auswahlmannschaft auf. Auch für diese Altersklasse lief er in neun Spielen auf – zwei Spiele waren in der Qualifikation zur U17-EM – und schoss dabei zwei Tore. Im Oktober 2019 spielte Aral Simsir in zwei Spielen gegen die Schweiz für die dänische U18-Mannschaft und im Oktober 2020 einmal für die U19-Auswahl Dänemarks gegen Polen.
Später entschloss er sich, für die türkischen Auswahlmannschaften zu spielen. Am 10. Juni 2022 gab er beim torlosen Unentschieden im EM-Qualifikationsspiel in Istanbul gegen Kasachstan sein Debüt für die türkische U21-Nationalmannschaft.

## Erfolge und Auszeichnungen
FC Midtjylland
- Dänischer Meister: 2020, 2024
- Dänischer Pokalsieger: 2021/22